# Kenneth Kunen
Kenneth Kunen (2. srpna 1943 New York – 14. srpna 2020 Madison) byl americký matematik, profesor matematiky na univerzitě ve Wisconsinu.
Proslul především svými pracemi v oblasti pokročilé teorie množin a topologie.
Je po něm pojmenována tzv. Kunenova bariéra, která stanovuje horní hranici pro bezespornost existence velkých kardinálních čísel.